# Michael Westphal
Pour les articles homonymes, voir Westphal.
Michael Westphal, né le 19 février 1965 à Pinneberg et mort du SIDA à Hambourg le 20 juin 1991, est un ancien joueur de tennis professionnel allemand.

## Carrière
En 1984 il participe à l'épreuve de tennis des jeux olympiques réservé aux jeunes de moins de 21 ans où il perd en quart de finale.
Son principal fait d'armes est d'avoir contribué à emmener la RFA en finale de la Coupe Davis 1985. En demi-finale, il remporte un match de 5 heures contre Tomáš Šmíd de l'équipe de Tchécoslovaquie, sur le score de 6-8, 1-6, 7-5, 11-9, 17-15. En finale contre l'équipe de Suède, il perd ses deux simples face à Mats Wilander puis Stefan Edberg. Il obtient son meilleur classement ATP, 49e, quelques mois plus tard, en mars 1986.
Il décède du SIDA en 1991.

## Palmarès

### Finales en simple (2)
| No | Date       | Nom et lieu du tournoi          | Catégorie | Dotation  | Surface      | Vainqueur    | Score    |  |
| -- | ---------- | ------------------------------- | --------- | --------- | ------------ | ------------ | -------- |  |
| 1  | 30-07-1984 | North American Open, Livingston |           | 75 000 $  | Dur (ext.)   | Johan Kriek  | 6-2, 6-4 |  |
| 2  | 05-08-1985 | Head Cup, Kitzbühel             |           | 150 000 $ | Terre (ext.) | Pavel Složil | 7-5, 6-2 |  |